# Mörk dvärgmossa
Mörk dvärgmossa (Seligeria calcarea) är en bladmossart som beskrevs av Bruch och W. P. Schimper in B.S.G. 1849. Enligt Catalogue of Life ingår Mörk dvärgmossa i släktet dvärgmossor och familjen Seligeriaceae, men enligt Dyntaxa är tillhörigheten istället släktet dvärgmossor och familjen Seligeriaceae. Enligt den finländska rödlistan är arten nationellt utdöd i Finland. Enligt den svenska rödlistan är arten starkt hotad i Sverige. Arten förekommer på Gotland, Öland och Götaland. Artens livsmiljö är skuggiga kalkstensklippor och kalkbrott. Inga underarter finns listade i Catalogue of Life.